# Смертельні перегони 2: Франкенштейн живий
«Смертельні перегони 2: Франкенштейн живий» (англ. Death Race 2) — кінофільм, фантастичний бойовик. Пріквел фільму Смертельні перегони 2008 року. Рейтинг MPAA: дітям до 18 років обов'язкова присутність батьків.

## Сюжет
Дії фільму відбуваються за кілька місяців до подій, показаних в першій частині. На початку двадцять першого століття настала глобальна економічна криза. Масове безробіття спровокувало зростання злочинності. В'язниці переведені на самозабезпечення і заробляють гроші самостійно.
Після невдалого пограбування банку, водій Карл «Люк» Лукас спійманий і засуджений відбуватиме покарання в одній з в'язниць суворого режиму, де ув'язнені зобов'язані брати участь у смертельній битві. Спочатку Карл категорично відмовляється від боїв, але після витівки організаторші боїв, він був зобов'язаний заступитися за друга. Однак, ув'язнені, які спостерігали цей поєдинок зійшли з розуму і кинулися один на одного. Рейтинг передачі (бої транслювалися по одному з телеканалів) миттєво впав у декілька разів.
Творцям гонки треба було піднімати рейтинги і заробити побільше грошей. І, через це і була придумана «Смертельна гонка». Умови були жорсткими: гонка складалася з трьох етапів, кожен з яких включав в себе три кола; ув'язнених було 18, а машин всього 9 змушені покалічити один одного, щоб зайняти місця в автомобілях. Так виживають тільки 9 учасників, один з яких Карл. Гонка починається. Карл на своєму Ford Mustang виривається вперед і виграє перший етап.
Маркус Кейн, колишній начальник Карла, побоюючись, що Карл здасть його, наказує своїм людям його вбити, і хто здійснить це, тому він дає 1 мільйон доларів.
Катрину приводять до порожньої кімнати, де вона бачить Маркуса. Той пояснює їй, що за вбивство Карла, Маркус дасть Катрін свободу. Наступного дня починається другий етап гонки, в якому на старті тільки 6 ув'язнених (у першому етапі загинуло 3). Гонка стартувала, але Карла чекає небезпека. На другому колі включаються щити і мечі. Карл, після атаки противника активує меч, але з невідомої поки причини не включається і Карл залишається без захисту. Всі полюють за Карлом. У ході гонки гинуть ще двоє, і, коли Зендер Грейді намагається вбити 14К, Карл розгортається і відштовхує машину першого в каністри з бензином. 14К дякує йому, а потім, дістає коробку сірників, підпалює його і кидає на розлитий бензин.
Гонка підходить до кінця, але затятий противник Карла, Великий Білл, пускає самонавідну ракету, яка все-таки потрапляє в машину Карла, і та підлітає і перекидається на дах. Ford загоряється і, здавалося б, що Карлу вже не допомогти, але все ж він виживає, отримавши 85 % опіків тіла. Білл пускає ще одну ракету і потрапляє в своїх механіків, після чого його асистентка вбиває його.
Організатори перегонів, дотримуючись помилкової смерті Карла, створюють з нього нового гонщика Франкенштейна. Починається третій етап гонки. Всі вже сидять в машинах, але тут під'їжджає джип і з нього виходить Френк. Всі здивовані його появи, а він, подивившись лише на механіків, сідає в машину. Загоряється зелене світло, машини зриваються з місця, а Франкенштейн стоїть на місці. Раптом, він різко розвертається і прямує у бік телеведучої. Від удару машини вона миттєво гине. Френк встає на старт. Катріна запитує, чи є у нього ім'я, а він відповівши: «Так, звичайно», зривається з місця. Далі диктор говорить слова про гонку і фільм закінчується

## У ролях
- Люк Госс — Карл Лукас
- Шон Бін — Маркус Кейн
- Лорен Коен — міс Джонс
- Вінг Реймс — Уайлдер
- Денні Трехо — Золотий
- Патрік Лістер — Великий Білл
- Таніт Фенікс — Катріна Бенкс
- Робін Шу — 14К

## Цікаві факти
Маркус Кейн, перед тим як дізнатися, що пограбування банку зірвалося, дивиться фільм «Смертельні гонки 2000».